# Ordálvio Souza Guimarães
Ordálvio Souza Guimarães (Ituaçu, 31 de agosto de 1940 - Feira de Santana, 17 de maio de 2010) foi um médico e historiador brasileiro.

## Biografia
Filho de Ormindo Guimarães Souza e de Maria Adálvia Souza Guimarães, fez os estudos iniciais no colégio estadual Rodrigues Lima, até 1955, quando mudou-se para a capital do estado, onde concluiu a formação ginasial no colégio Salesiano e científico no Instituto Normal Isaias Alves.
Para manter-se nos estudos trabalhou como bancário e a 3 de dezembro de 1971 formou-se pela então Escola Baiana de Medicina e Saúde Pública. Após sua formatura exerceu a clínica na cidade de Morro do Chapéu, onde instalou o Hospital Maternidade São Vicente de Paula, que dirigiu.
Mudando-se mais tarde para a cidade natal ali funda o Hospital Maternidade de Ituaçu, tendo ainda exercido diversas funções públicas na área de saúde e também em instituições culturais.
Junto ao trabalho médico realiza pesquisas históricas, reunidas em três volumes que registram o passado e cultura da região sertaneja de Ituaçu, terra natal de figuras como o Barão do Sincorá e Deocleciano Pires Teixeira.
Dele registrou o conterrâneo Moraes Moreira: "Ordálvio, um Ituaçuense como poucos, que com amor e inteligência soube honrar a nossa terra, como filho, profissional, escritor e guardião da nossa memória. Os seus livros me emocionaram, e até me deixaram surpreso. Guardo-os em casa como verdadeiros documentos que na minha opinião deveriam ser mais valorizados por uma cidade que em outros tempos sempre se destacou das vizinhas, pelo lado cultural."